# Charles Monro

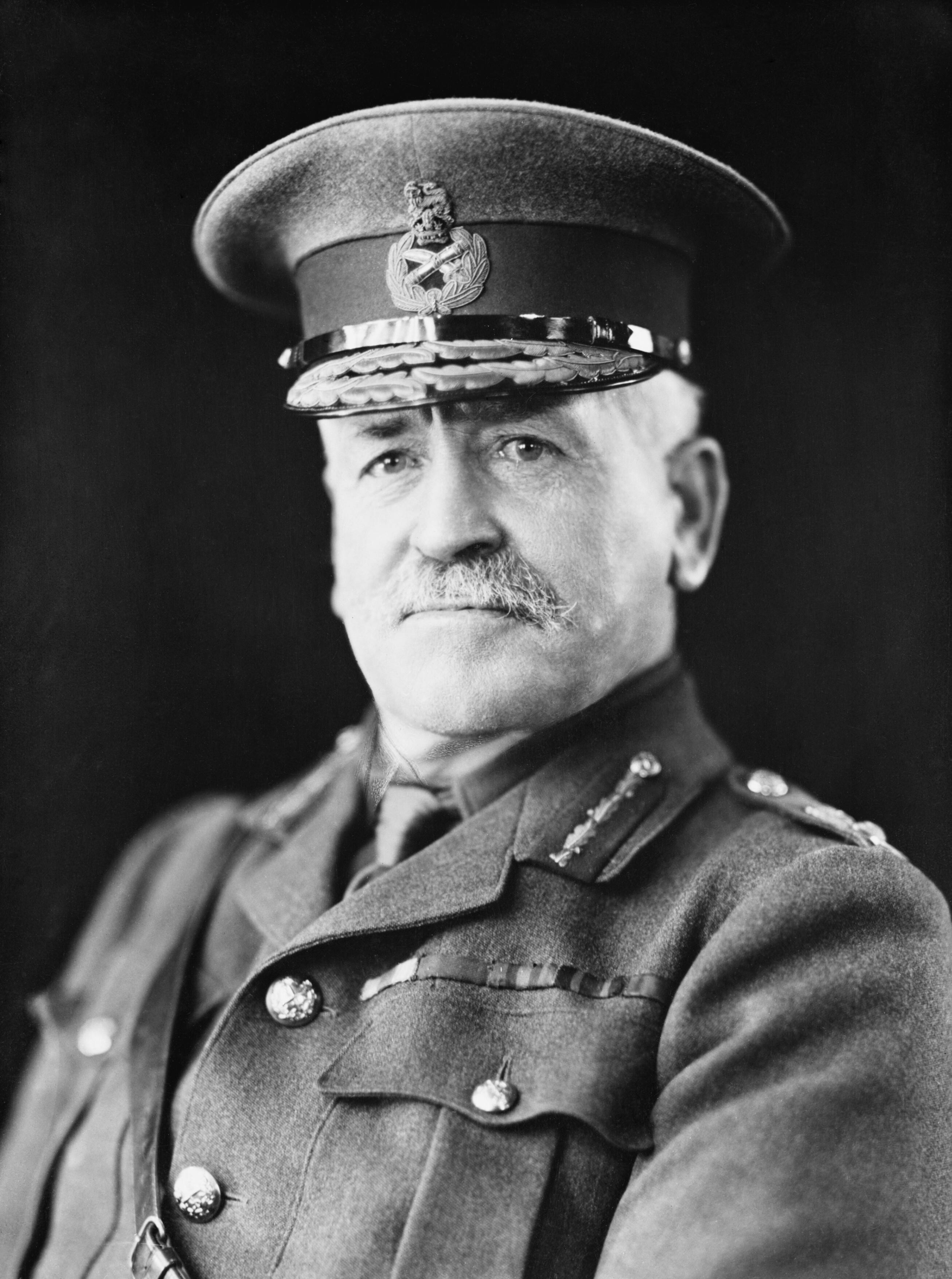
Sir Charles Monro, 1. Baronet

Sir Charles Carmichael Monro, 1. Baronet (* 15. Juni 1860; † 7. Dezember 1929 in London, England) war ein britischer General im Ersten Weltkrieg sowie Oberbefehlshaber in Indien (1916–1920) und Gouverneur von Gibraltar (1923–1929).

## Leben
Monro trat 1879 als Offizier des Queen’s Royal Regiment (West Surrey) in die britische Armee ein. Im Zweiten Burenkrieg diente er als Major in Stabspositionen. Seit 1910 Major-General, diente er im Ersten Weltkrieg anfangs als Kommandeur der 2. Division in Douglas Haigs I. Korps. Im Dezember 1914 übernahm er als Lieutenant-General dieses Korps von Haig und führte es in den Schlachten von Givenchy, Aubers Ridge und Festubert.
Am 18. Februar 1915 wurde er als Knight Commander des Order of the Bath geadelt. Im Juli 1915 wurde Monro zum Oberbefehlshaber der neuformierten 3. Armee ernannt und am 10. September 1915 als Grand Officier der französischen Ehrenlegion ausgezeichnet. Am 14. Oktober dieses Jahres wurde er als Nachfolger von Ian Hamilton Oberbefehlshaber der Mediterranean Expeditionary Force in der Schlacht von Gallipoli und war für die geordnete Evakuierung der alliierten Truppen verantwortlich. Am 1. Januar 1916 wurde er als Knight Grand Cross in den Order of St Michael and St George aufgenommen und zum Knight Grand Cross des Order of the Bath erhoben. Nachdem die letzten britischen Einheiten Gallipoli am 9. Januar 1916 verlassen hatten, kehrte er an die Westfront zurück, wo er den Befehl über die 1. Armee übernahm. Mit dieser nahm er an der Schlacht von Fromelles im Juli 1916 teil.
Im Oktober 1916 wurde Monro als Oberbefehlshaber nach Britisch-Indien geschickt, wo er die Nachfolge des geschassten Beauchamp Duff antrat. Er war hier mit der Reorganisation der British Indian Army unter den Bedingungen des Weltkrieges befasst und blieb bis 1920 auf diesem Posten. Am 17. Mai 1919 wurde er mit dem Großkreuz des japanischen Ordens der Aufgehenden Sonne ausgezeichnet und am 3. Juni 1919 als Knight Grand Commander in den Order of the Star of India aufgenommen. Von 1920 bis 1929 amtierte er als King of Arms des Order of the Bath. Am 12. Mai 1921 wurde er zum erblichen Baronet, of Bearcrofts in the Shire of Stirling, erhoben und diente von 1923 bis 1928 als Gouverneur und Oberbefehlshaber von Gibraltar. Von 1920 bis 1929 hatte er das Ehrenamt des Colonel des Queen’s Royal Regiment (West Surrey) sowie 1922 bis 1928 das des Honorary Colonel des 23rd London Regiment inne. Er blieb unverheiratet und kinderlos, weshalb sein Adelstitel mit seinem Tod 1929 erlosch.